# Gobiesox juniperoserrai
Espèce
Statut de conservation UICN

PEWB1ab(i,ii,iii,iv)c(i,ii)+2ab(i,ii,iii,iv)c(i,ii : Peut-être éteint à l'état sauvage
Gobiesox juniperoserrai est une espèce de poissons d’eau douce de la famille des Gobiesocidae endémique de l’État de Basse-Californie du Sud.

## Description
Gobiesox juniperoserrai a un corps brun marbré déprimé, une tête large et un museau court et arrondi. Ce poisson a un disque adhésif dans la région ventrale qui sert à adhérer aux roches et autres substrats durs. L'holotype, un mâle adulte et le plus grand spécimen collecté, mesure 105,2 mm de longueur standard (excluant la nageoire caudale).

## Menacé
L’espèce est gravement menacée par la surexploitation des ressources en eau et les sécheresses causées par le changement climatique. Aucun spécimen n’a été trouvé depuis 1986, année où les trois spécimens ont été collectés, malgré d’importants efforts de recherche de 2009 à 2014.

## Systématique
L'espèce Gobiesox juniperoserrai a été décrite en 1996 par Héctor Espinosa-Pérez (d) et José Luis Castro-Aguirre (d) (1943–2011),.

## Étymologie
Son épithète spécifique, juniperoserrai, lui a été donnée en l'honneur de Junípero Serra (1713-1784), prêtre missionnaire franciscain espagnol qui fonda de nombreuses missions au Nouveau Monde.

## Publication originale
- (en) Héctor Espinosa Pérez et José Luis Castro-Aguirre, « A New Freshwater Clingfish (Pisces: Gobiesocidae) from Baja California Sur, Mexico », Bulletin of the Southern California Academy of Sciences, Los Angeles, Inconnu, vol. 95, no 3,‎ 1996, p. 120-126 (ISSN 0038-3872 et 2162-4534, OCLC 8879970, lire en ligne).